# 圣母主教座堂 (塔林)

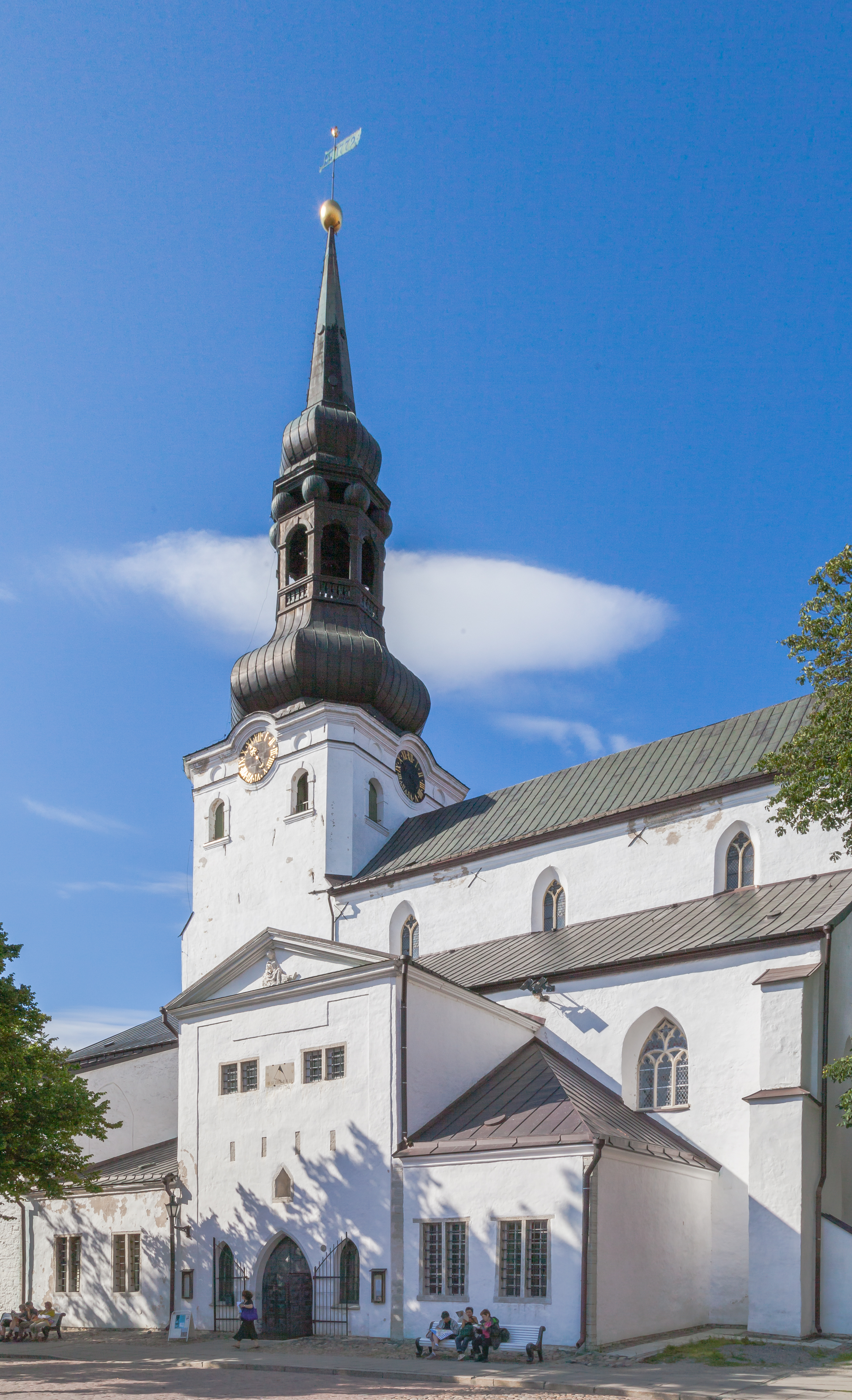
塔林圣母主教座堂

塔林圣母主教座堂（簡稱 Tallinna toomkirik、Toomkirik）是爱沙尼亚首都塔林主教座堂山上的一座教堂，由丹人创建于13世纪，是塔林和爱沙尼亚最古老的教堂，也是17世纪大火后座堂山上唯一幸存的建筑。
塔林圣母主教座堂最初是一座罗马天主教的主教座堂，1561年改属路德宗，现在属于爱沙尼亚路德教会。